# Canottaggio alla XXVII Universiade
Le gare di canottaggio della XXVII Universiade si sono svolte al Rowing Centre di Kazan', in Russia, dal 6 all'8 luglio 2013.

## Podi

### Uomini
| Evento                     | Oro | Argento | Bronzo |
| Singolo                    | Mindaugas Griškonis | Patrick Loliger | Serhij Humennyj |
| Due di coppia              | Lituania Rolandas Maščinskas Saulius Ritter | Ucraina Ivan Dovhod'ko Oleksandr Nadtoka | Russia Dmitrij Chmyl'nin Denis Pribyl' |
| Due senza                  | Russia Aleksandr Čaukin Jurij Pšeničnikov | Ucraina Anton Choljaznikov Viktor Hrebennikov | Francia Jean Noury Hugo Laborde |
| Quattro senza              | Germania Jann-Edzard Junkmann Milan Dzambasevic Kay Rückbrodt Alexander-Nicolas Egler                                                                     | Italia Simone Ferrarese Simone Martini Mattia Boschelli Elia Salani                                                                                  | Russia Andrej Stoljarov Vasilij Stepanov Michail Belov Denis Nikiforov |
| Otto                       | Russia Lev Gricenko Viktor Misjutkin Rostislav Drožžačich Georgij Efremenko Ivan Balandin Nikolaj Balandin Anton Zaruckij Daniil Andrienko Pavel Safonkin | Ucraina Denys Čornyj Stanislav Čumraev Vitalij Curkan Vasyl' Zavhorodnij Ivan Jurčenko Ivan Futryk Dmytro Michaj Anatolij Radčenko Vladyslav Nikulin | Paesi Bassi Hugo van Velzen Vincent van der Leer Stef Broenink Maarten van Blokland Jonathan Lemaire Geert Hemminga Menno van Blitterswijk Mathew Kleine Punte Marc Hummelink |
| Singolo pesi leggeri       | Julius Peschel | Jerzy Kowalski | Gabor Csepregi |
| Doppio pesi leggeri        | Austria Paul Sieber Bernhard Sieber | Ucraina Ihor Chmara Stanislav Kovalov | Italia Simone Molteni Leone Barbaro |
| Quattro senza pesi leggeri | Germania Tobias Franzmann Stefan Wallat Daniel Wisgott Lasse Antczak                                                                                      | Francia Morgan Maunoir Barthélemy Agostini Clement Fonta Edouard Jonville                                                                            | Giappone Masato Kobayashi Hirohide Sakagami Yusuke Sato Yusaku Araki |

### Donne
| Evento               | Oro                                                                                       | Argento                                                                         | Bronzo                                                                         |
| Singolo              | Natalija Dovhod'ko                                                                        | Jitka Antošová                                                                  | Eliza Gulbe                                                                    |
| Due di coppia        | Lituania Donata Vištartaitė Milda Valčiukaitė                                             | Bielorussia Taccjana Kuchta Kacjaryna Šljupskaja                                | Ucraina Anna Kravčenko Olena Burjak                                            |
| Quattro senza        | Russia Julija Pozdnjakova Oksana Strelkova Anastasija Karabel'ščikova Aleksandra Fëdorova | Sudafrica Claire-Louise Bode Catherine Stark Kate Christowitz Holly Jean Norton | Ucraina Kateryna Šeremet Ilona Romanesku Jevhenija Nimčenko Daryna Verchohljad |
| Singolo pesi leggeri | Kirsten McCann                                                                            | Ol'ga Arkadova                                                                  | Eleonora Trivella                                                              |
| Doppio pesi leggeri  | Bielorussia Iryna Liaskova Alena Kryvašėenka                                              | Germania Katrin Thoma Nora Wessel                                               | Russia Anna Jazykova Natal'ja Varfolomeeva                                     |

## Medagliere
| Pos.   | Paese       |    |    |    | Totale |
| ------ | ----------- | -- | -- | -- | ------ |
| 1      | Russia      | 3  | 1  | 3  | 7      |
| 2      | Germania    | 3  | 1  | 0  | 4      |
| 3      | Lituania    | 3  | 0  | 0  | 3      |
| 4      | Ucraina     | 1  | 4  | 3  | 8      |
| 5      | Bielorussia | 1  | 1  | 0  | 2      |
| 5      | Sudafrica   | 1  | 1  | 0  | 2      |
| 7      | Austria     | 1  | 0  | 0  | 1      |
| 8      | Italia      | 0  | 1  | 2  | 3      |
| 9      | Francia     | 0  | 1  | 1  | 2      |
| 10     | Rep. Ceca   | 0  | 1  | 0  | 1      |
| 10     | Messico     | 0  | 1  | 0  | 1      |
| 10     | Polonia     | 0  | 1  | 0  | 1      |
| 13     | Giappone    | 0  | 0  | 1  | 1      |
| 13     | Ungheria    | 0  | 0  | 1  | 1      |
| 13     | Lettonia    | 0  | 0  | 1  | 1      |
| 13     | Paesi Bassi | 0  | 0  | 1  | 1      |
| Totale | Totale      | 13 | 13 | 13 | 39     |